# .ws
.ws is de nationale internetdomeinnaam van Samoa (voormalig West-Samoa), een land (eilandengroep) in Oceanië, ten noorden van Nieuw-Zeeland en ten oosten van Australië. In 1995 werd de domeinnaam in gebruik genomen.
Internationaal wordt deze domeinnaam door Global Domains International aangeboden, wat vrije registratie onder deze domeinnaam mogelijk maakt. De domeinnaam staat bij SamoaNIC geregistreerd, en wordt vaak gebruikt buiten Samoa als afkorting voor web site of world site.